# Cecil von Renthe-Fink
Cecil von Renthe-Fink (27. ledna 1885 Vratislav – 22. srpna 1964 Mnichov) byl německý diplomat. Byl zplnomocněným velvyslancem v Dánsku v době od 9. dubna 1940 do roku 1942.
Byl jmenován ambasadorem v Dánsku v roce 1936 a o tři roky později, v roce 1939, se stal členem NSDAP. Po okupaci Dánska se stal zplnomocněným velvyslancem. Roku 1942 byl, po Telegramové krizi, vyměněn Dr. Wernerem Bestem. Berlín doufal v tvrdší vedení.
Roku 1943 Renthe-Fink byl poslán do Vichy. Toho roku němečtí ministři Joachim von Ribbentrop a Renthe-Fink navrhli vytvoření Evropské konfederace, která by měla jednotnou měnu, centrální banku v Berlíně, regionální úřady, sociální politiku a řízené ekonomické a obchodní záležitosti.